# Having a Rave Up with The Yardbirds
Having a Rave Up with the Yardbirds, nebo jen Having a Rave Up, je hudební album anglické rockové skupiny The Yardbirds. Vydáno bylo v listopadu roku 1965 společností Epic Records a jeho producentem byl Giorgio Gomelsky. Album je rozděleno do dvou částí, první obsahuje písně nahrané ve studiu s tehdejší sestavou skupiny (tj. s kytaristou Jeffem Beckem) a druhá záznamy z koncertů s předchozí sestavou, tedy s kytaristou Ericem Claptonem. Tyto koncertní nahrávky byly vydány již dříve na albu Five Live Yardbirds. Having a Rave Up bylo původně vydáno ve Spojených státech, kde byla deska Five Live Yardbirds nedostupná. Album obsahuje coververze například od Bo Diddleyho a Howlin' Wolfa, ale také autorské písně.

## Seznam skladeb
1. You're a Better Man Than I – 3:17
2. Evil Hearted You – 2:24
3. I'm a Man – 2:37
4. Still I'm Sad – 2:57
5. Heart Full of Soul – 2:28
6. The Train Kept A-Rollin' – 3:26
7. Smokestack Lightning – 5:35
8. Respectable – 5:28
9. I'm a Man – 4:24
10. Here 'Tis – 5:04

## Obsazení
- Keith Relf – zpěv, harmonika, kytara, perkuse
- Jeff Beck – kytara
- Eric Clapton – kytara
- Chris Dreja – kytara
- Paul Samwell-Smith – baskytara, doprovodné vokály
- Jim McCarty – bicí, doprovodné vokály
- Giorgio Gomelsky – doprovodné vokály v „Still I'm Sad“
- Ron Prentice – baskytara v „Heart Full of Soul“